# Richard Blankenburg
Richard Wilhelm Gustav Blankenburg (* 18. Januar 1891 in Frankfurt (Oder); † 5. Juli 1955 in Rostock) war ein deutscher Landschaftsmaler.

## Leben
Richard Blankenburg war ein Sohn des Maschinenmeisters Wilhelm Blankenburg und dessen Frau Berta, geb. Liebig. Nach dem Besuch der Bürgermittelschule erlernte er den Beruf des Porzellanmalers und war mehrere Jahre in der Porzellanmalerei Paetsch in Frankfurt (Oder) tätig. Ab 1914 nahm er Privatunterricht im Aktzeichnen in Berlin, war dann ab 1915 Soldat im Ersten Weltkrieg, malte auch während seiner Militärzeit. Blankenburg heiratete 1915 in Rostock Anna (Auguste) Bruck (* 1891), ließ sich 1920 auch hier nieder und arbeitete bei der Reichsbahn als Güterbodenarbeiter, da er als Porzellanmaler keine Arbeit fand. 1942 wurde seine Wohnung bei einem Bombenangriff zerstört. Obdachlos geworden, kam er mit seiner Familie in der Nähe von Teterow unter. Ab dieser Zeit war er freischaffend tätig. Seit den 1930er Jahren war er bei Kunstausstellungen in Rostock und Schwerin vertreten. Blankenburg versuchte alle Techniken der Malerei. Doch blieben seine Bleistift- und Kohlezeichnungen, seine Pastell- und Temperabilder nur Skizzen ebenso wie die Mehrzahl der Aquarelle. Er schuf sie auf Reisen, um später im Atelier eine Gedächtnisstütze zu besitzen. Verkaufen konnte er, obwohl sein Schaffen nicht einseitig war, vor allem seine Rostocker Stadtansichten. Seine Grabstätte befindet sich auf dem Neuen Friedhof in Rostock.

## Werke (Auswahl)
Petrikirche mit Petritor – Der Neue Markt in Rostock – Blick auf die Nikolaikirche – Die Altstadt von Rostock mit Osthafen (1954) – Rostock, Lange Straße im Aufbau (1954) – Rostock, von Gehlsdorf gesehen

## Ausstellungen
- 1945: Schwerin, Landesmuseum („Jahresschau 1945 der Kunstschaffenden aus Mecklenburg-Vorpommern“)[4]
- 1954: Rostock und Stralsund: Erste Kunstausstellung des Bezirks Rostock
- 1957: Rostock, Städtisches Museum (Gedächtnisausstellung)[3]